# Noord-Londen

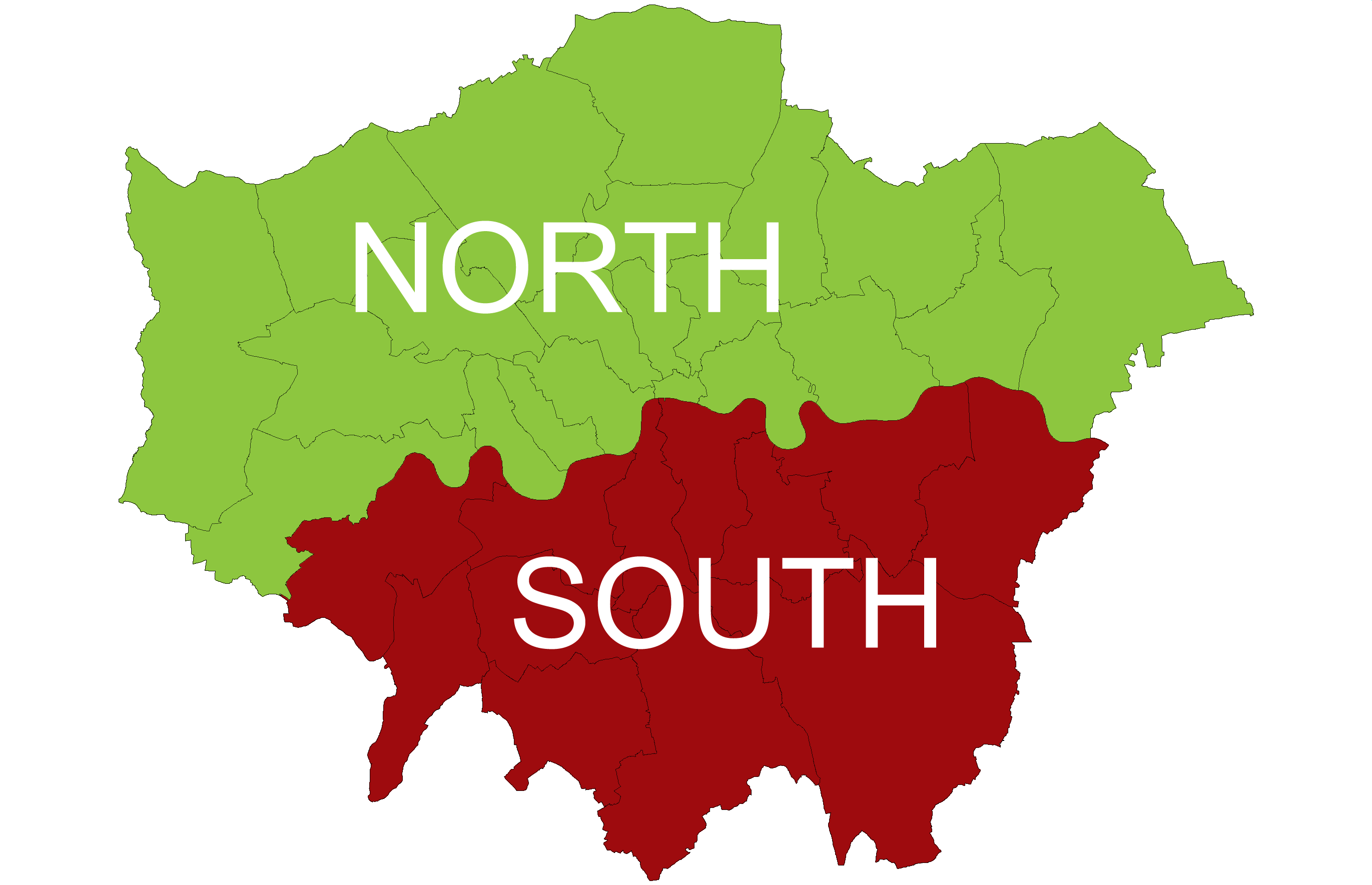

Noord-Londen is het noordelijke deel van Londen, Engeland. De regionaam is een onnauwkeurige beschrijving van het gebied, en de regiogrenzen worden soms anders gedefinieerd. In het algemeen wordt de Theems als grens gebruikt, waarbij de wijken gelegen ten noorden van de rivier onderdeel zijn van Noord-Londen. De huizen aan de andere kant van de rivier zijn onderdeel van Zuid-Londen.

## Grenscommissie
De Theems verdeelt Groot-Londen in twee delen. Het noordelijke deel omvat het grootste deel van het historische centrum van gebieden, waaronder de City of London, East End, West End en het merendeel van het Londense metronetwerk.
Het gebied bestaat uit de City of London en de Londense boroughs Barking en Dagenham, Barnet, Brent, Camden, Ealing, Enfield, Hackney, Hammersmith en Fulham, Haringey, Harrow, Havering, Hillingdon, Hounslow, Islington, Kensington and Chelsea, Newham, Redbridge, Tower Hamlets, Waltham Forest en Westminster. Deze definitie is opgesteld door de Grenscommissie van Engeland.

## Geboren
- Linda Green, journaliste en schrijfster